# Piletocera inconspicualis
Piletocera inconspicualis is een vlinder van de familie van de grasmotten (Crambidae). De wetenschappelijke naam van deze soort is voor het eerst voorgesteld door George Hamilton Kenrick in een publicatie uit 1907.
De soort komt voor in Papoea-Nieuw-Guinea.